# مایلز پویندسکتر
مایلز پویندسکتر (به انگلیسی: Miles Poindexter) سناتور سابق عضو حزب جمهوری‌خواه ایالات متحده آمریکا بود. وی در سال ۱۹۱۱ تا ۱۹۲۳ میلادی سناتور ایالت واشینگتن در سنای ایالات متحده آمریکا بود.